# لعنة امرأة (مسلسل)
لعنة امرأة مسلسل بحريني عرض في رمضان 2008. وهو آخر أعمال الممثلة زينب العسكري.

## تاليف
زينب العسكري

## قصة المسلسل
عشقتها بجنون وكانت تعشقني أيضا لكنها قالت ذات يوم (لاتجعل مكانا لاحد غيرك في قلبي)لم اكترث لما قالت تحسبا مني بانها تمازحني فقد اعتدت على ذلك الكلام منها ..
وفي يوم ما طلبت منها ترك بعض اصدقائها القدماء المفضلين لديها فاستغربت وتباطات بالتنفيذ وماطلت كذلك .. 
وفي نهاية الامر رضخت لما اريد واهوى ارضاء لغيرتي المتوحشه .
وبينما كانت تحاول نسيان صديقها الأول وإذا بالاخر على الخط !! ما الذي ارى ؟ يا الاهي ..
تبا لك من هذا ؟ نفس الجواب السابق انه صديق قديم لاتعرفه لكنه متملق واني اكرهه لحد المقت .. 
ثارت ثورتي ولم اهدء ولم يهدئ لي بال حينها فقد اضلمت الدنيا في وجهي وانتابتني الشكوك والظنون المخيبه للامال المترتبه على علاقتنا الحميمية 
فقد هجرتها اخيرا وبقيت وحيده فريده لازوج ولاحبيب بين اهات الفراق وحسرة الوداع المفاجئ .. تبا لها فقد اضاعت نفسها واضاعتني .. 
لذلك سميتها المراه الملعونه أو لعنة امراه ...

## تمثيل
محمد العجيمي
ليلى السلمان
فاطمة الحوسني
احمد الصالح
حسين المنصور
فرح بسيسو
ماجدة سلطان
شمعة محمد
قحطان القحطاني
وجدان (ممثلة)

## غناء المقدمة
ديانا حداد